# Дина (Библия)
Ди́на (ивр. דִּינָה, Dina — Ди́на) — персонаж Ветхого Завета, единственная дочь Иакова. Была изнасилована князем Сихема (Шхема), за что её братья убили всех мужчин этого города и самого князя.

## Библейская история
Дина родилась на тринадцатый год пребывания Иакова у Лавана от дочери Лавана Лии (Быт. 30:21) и стала последним, седьмым ребёнком Лии после шестерых сыновей. Примерно через год (Быт. 30:22, 23) у Рахили родился Иосиф, одиннадцатый сын Иакова (Быт. 30:23, 24), и Иаков собрался уходить (Быт. 30:25) — но задержался ещё на шесть лет, проведя у Лавана в общей сложности 20 лет (Быт. 31:41). Затем Иаков через Сокхоф (Суккот) (Быт. 33:17) пришёл в Сихем (Быт. 33:18). Предположительно, Дине было не более 8 (9) лет, когда она отправилась в Сихем посмотреть «на дочерей земли той» (Быт. 34:1). По другим толкованям, на тот момент Дине было 14-16 лет. Там её увидел сын сихемского князя Еммора, также звавшийся Сихемом, и изнасиловал её (Быт. 34:2).

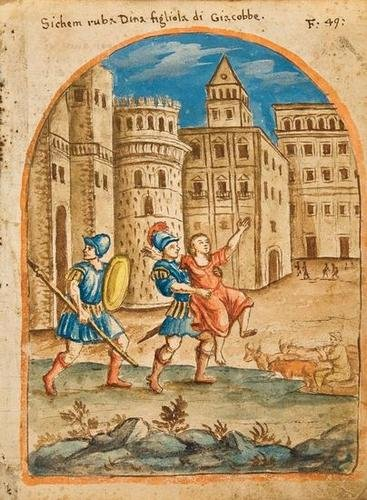
«Сихем захватывает Дину»
Художник XVII века, Италия

После этого Сихем уговорил своего отца разрешить ему брак с Диной. Правитель отправил сватов с дарами к Иакову, но братья Дины решили отомстить за изнасилование сестры.
Они сказали, что согласны на её замужество, но с условием, что всё мужское население города сделает обрезание. Сихемцы согласились.

И послушались Еммора и Сихема, сына его, все выходящие из ворот города его: и обрезан был весь мужеский пол, — все выходящие из ворот города его. На третий день, когда они были в болезни, два сына Иакова, Симеон и Левий, братья Динины, взяли каждый свой меч, и смело напали на город, и умертвили весь мужеский пол; и самого Еммора и Сихема, сына его, убили мечом; и взяли Дину из дома Сихемова и вышли. Сыновья Иакова пришли к убитым и разграбили город за то, что обесчестили [Дину] сестру их. Они взяли мелкий и крупный скот их, и ослов их, и что ни было в городе, и что ни было в поле; и все богатство их, и всех детей их, и жен их взяли в плен, и разграбили все, что было в [городе, и все, что было в] домах. И сказал Иаков Симеону и Левию: вы возмутили меня, сделав меня ненавистным для [всех] жителей сей земли, для Хананеев и Ферезеев. У меня людей мало; соберутся против меня, поразят меня, и истреблен буду я и дом мой. Они же сказали: а разве можно поступать с сестрою нашею, как с блудницею! (Быт. 34:24-31)
Иаков оставался очень недоволен поведением сыновей и даже на смертном одре говорил об этом: «Симеон и Левий братья, орудия жестокости мечи их; в совет их да не внидет душа моя, и к собранию их да не приобщится слава моя, ибо они во гневе своем убили мужа и по прихоти своей перерезали жилы тельца; проклят гнев их, ибо жесток, и ярость их, ибо свирепа; разделю их в Иакове и рассею их в Израиле.» (Быт. 49:5-7).
После жестокой мести, устроенной братьями, семья Иакова перебралась в Вефиль — перед переселением по повелению Божию они бросили «всех богов чужих, бывших в руках их, и серьги, бывшие в ушах у них» (Быт. 35). Впоследствии Дина упоминается при перечислении лиц, переселившихся с Иаковом в Египет: «Это сыны Лии, которых она родила Иакову в Месопотамии, и Дину, дочь его.» (Быт. 46:15).

### Дополнения
По Иосифу Флавию, у сихемлян был праздник, во время которого Дина и пришла в город — посмотреть женские наряды. Один из мидрашей осуждает Дину (и Лию) за то, что она вышла одетой легкомысленно.

## Дочь Дины
Одна из версий позднего предания гласит, что Дина успела забеременеть от Сихема и родила дочь, которую удочерил Потифар, и которая позже стала женой Иосифа Прекрасного, единокровного брата Дины. См. апокриф «Асенат» (в Синодальном переводе — Асенефа).

## Параллели в современной истории
Во время нападения ХАМАС на Израиль 7 октября 2023 года арабы совершили садистские изнасилования израильтянок в беспрецендентном масштабе со времен Холокоста. Отчёт об этом был назван «Проект „Дина“» (The Dinah Project) в память о первом зафиксированном в истории изнасиловании еврейской девочки — дочери праотца Иакова.